# Baffinbugten
Baffinbugten (engelsk: Baffin Bay) er den nordlige del af havområdet mellem Grønland og de arktiske øer i Canada. 70. breddegrad er sat som afgrænsning mod Davis Strædet i syd. Mod nord snævres Baffinbugten ind til det smalle Nares Strædet mellem Nordvestgrønland og Ellesmere Island.
Baffinbugten er ca 1,5 gang større end Østersøen. Bugtens maksimale dybde er på 2905 m mellem Diskoøen og Kap Raper på Baffin Island. I den nordlige del, ved indgangen til Smith Sund, ligger det hele året åbne, 50.000 km² store Polynja, det såkaldte North Water Polynya. Vandkvaliteten, saltindholdet og dens farve ændrer sig meget ofte som følge af den til tider indtrædende tøsne.

## Baffinbugtens natur
Labradorstrømmen er en kold havstrøm, der flyder mod syd fra Baffinbugten og langs Labradors kyst og længere mod syd ud for det nordlige USA drejer mod øst og forenes med Golfstrømmen.
Vestis er den lokale betegnelse for havis dannet i Baffinbugten og Davis Strædet vest for Grønland. Vestisen er op til ca. 1 meter tyk.
Allerede i dag er antallet af isbjørne på kraftig retur flere steder i Arktis.
Den globale opvarmning er formodentlig skyld i at også isbjørnene antal ved Baffinbugten går tilbage, mens forskerne ved Hudson Bay har observeret, at isbjørnene er begyndt at spise spættede sæler, der lever i lidt varmere vand end de ringsæler, der ellers er isbjørnens altdominerende føde.
Grønlandshvalen, der typisk opholder sig i nærheden af Qeqertarsuaq ved Diskoøen i forårsmånederne for i midten af maj at sætte kursen mod den nordlige del af Baffinbugten.

## Historie
Bugten blev opdaget i 1585 af den britiske forsker John Davis, men er opkaldt efter styrmanden på skibet Discovery, William Baffin, som i 1616 sejlede op langs Grønlands vestkyst og lagde navn til både Baffin Bay og Baffin Land.
Siden 1500-tallet er har man forsøgt at finde vej gennem det isfyldte farvand fra Baffinbugten og Grønland i øst til McClurestrædet og Alaska i vest. Bl.a. englænderne Martin Frobisher og John Franklin samt dansk-norske Jens Munk, der i 1600-tallet var i Christian IVs tjeneste. I det 19. århundrede var Baffinbugten et vigtigt område for hvalfangst.
1903-1906 lykkedes det polarforskeren Roald Amundsen at sejle den lange vej fra Baffinbugten til Alaska og dermed blive den første, der sejlede igennem hele Nordvestpassagen.
74°N 68°V / 74°N 68°V